# سيماس بوترلفيتشيوس
سيماس بوترلفيتشيوس (بالليتوانية: Simas Buterlevičius)‏ مواليد 18 أبريل 1989 في فيلنيوس، الجمهورية الليتوانية السوفيتية الاشتراكية، هو لاعب كرة سلة ليتواني. بدأ مسيرته الاحترافية في سنة 2006. يلعب في الدوري الفرنسي لكرة السلة الدرجة الثانية. يبلغ طوله 6 قدم 6.75 بوصة (2.0 م).

## المسيرة الاحترافية
لعب مع نادي ساكالي لكرة السلة في موسم 2006–2007، ثم لعب مع ليتوفوس رايتس من سنة 2007 إلى 2013، ثم لعب مع نادي نفيجيس لكرة السلة في موسم 2013–2014، ثم لعب مع أوتينوس يوفنتوس في موسم 2014–2015، ثم لعب مع نادي فينتسبيلس لكرة السلة في سنة 2015، ثم لعب مع نادي ليتكابليس لكرة السلة في موسم 2015–2016.

## روابط خارجية
- سيماس بوترلفيتشيوس على موقع الاتحاد الدولي لكرة السلة (الإنجليزية)
- سيماس بوترلفيتشيوس على موقع كرة السلة الأوروبية.كوم (الإنجليزية)
- سيماس بوترلفيتشيوس على موقع ريلجم (الإنجليزية)
- سيماس بوترلفيتشيوس على موقع بروبوليرز (الإنجليزية)
- سيماس بوترلفيتشيوس على موقع سبورتس رفرنس (الإنجليزية)